# Боднар Сергій Петрович
Боднар Сергій Петрович (*23 вересня 1970 року) — український географ-картограф, фотограмметрист, асистент географічного факультету Київського національного університету імені Тараса Шевченка.

## Біографія
Народився 23 вересня 1970 року в Ковелі Волинської області. Закінчив у 1992 році навчання на кафедрі геодезії та картографії Київського універстету. У 1996 році закінчив аспірантуру університету. З 1995 року працює в Київському університеті асистентом кафедри геодезії та картографії, в 2003 - 2013  рр. заступник декана географічного факультету з організації навчальних та навчально-виробничих практик студентів. Викладає курси: «Топографія», «Фототопографія», «Дистанційне зондування Землі», «Фотограмметрія».

## Наукові праці
Автор понад 40 наукових праць, присвячених геодезичному забезпеченню фотограмметричних обмірів пам'яток архітектури та історико-культурної спадщини, цифрової фотограмметрії. Основні праці:
1. Радіоелектронна геодезія: Навчальний посібник. —К., 2000 (у співавторстві).
2. Топографія з основами геодезії. — К., 2009 (у співавторстві).